# Кимон Георгиев
 Тази статия е за българския политик.  За дееца на ВМОРО вижте Кимон Георгиев (революционер).  
Кимон Георгиев Стоянов е български офицер и политик.
Роден през 1882 г. в Татар Пазарджик в семейство от средната класа, той става офицер в Българската армия. Проявява се по време на Балканската война, а по време на Първата световна война командва дружина в битката при завоя на Черна, където е тежко ранен и губи едното си око. През 1919 година, при съкращенията на армията след войната, се уволнява със звание подполковник.
Преминал в запаса, Кимон Георгиев се посвещава на политическа дейност, като остава близък до офицерската организация Военен съюз. Участва в Деветоюнския преврат през 1923 г. и е сред ръководителите на основания след него Демократически сговор, през 1926 – 1928 г. е министър на железниците, пощите и телеграфите в кабинета на Андрей Ляпчев. През 1927 г. оглавява Политическия кръг „Звено“, който постепенно се дистанцира от Демократическия сговор.
През 1934 г. „Звено“ и Военният съюз извършват Деветнадесетомайския преврат, след който Кимон Георгиев става министър-председател, но в началото на следващата година те са изолирани от управлението от действията на цар Борис III. През следващите години Георгиев се сближава с комунистите и се включва в основания през 1942 г. Отечествен фронт. Той е активен участник в Деветосептемврийския преврат през 1944 г., когато отново става министър-председател.
В годините на налагане на тоталитарния режим Кимон Георгиев демонстрира лоялност към Българската комунистическа партия и, макар и отстранен от премиерския пост през 1946 година, заема различни второстепенни политически постове до края на живота си. Умира през 1969 година във Варна.

## Биография

### Ранни години
Кимон Георгиев е роден на 30 юли (11 август нов стил) 1882 година в град Татар Пазарджик, по това време част от Източна Румелия, в семейство от средната класа. Дядо му по бащина линия, наричан Стоян Балъкчията, се преселва в града от село Дебръщица в началото на XIX век и има магазин за риба, наследен от бащата, Георги Стоянов Кръстьов, роден около 1848 година. Дядо му по майчина линия е Тодор Богданов, който идва в Пазарджик от село Калугерово и се занимава с абаджийство. Семейството на майка му, Мария Богданова-Абаджиева, родена около 1858 година, е смятано за по-заможно и образовано от това на баща му.
Кимон е третото, най-малко дете в семейството – има по-големи брат и сестра. Гръцкото си малко име, което по-късно става повод за спекулации за етническия му произход, получава по настояване на неговата кръстница, която е от влашки произход, като според самия Кимон Георгиев баща му е искал да го кръсти Стоян. По това време бащата е тежко болен от туберкулоза и три месеца след раждането на Кимон умира, а майка му се връща с трите си деца в дома на своите родители, които, заедно с нейните братя, ѝ помагат в отглеждането им.
Кимон завършва четирикласното училище в Пазарджик през 1897 година. Той има желание да стане инженер, но семейството му няма възможност да го издържа да следва в чужбина и го насочва към военна кариера. Вуйчо му Георги Абаджиев го отвежда в София и го настанява в хотел, за да се подготвя за приемните изпити за Военното училище. Изпитите продължават около 15 дни през септември и той е приет в училището. Обучението в него продължава пет години. Сред курсантите заедно с Кимон Георгиев във Военното училище са станали по-късно известни личности, като Константин Соларов, Гурко Мархолев, Владимир Стоянов, Георги Каназирски, Тодор Георгиев.

### Военна служба
Випускът на Кимон Георгиев завършва Военното училище и е произведен в първия офицерски чин подпоручик на официална церемония в царския дворец на 1 януари 1902 година. Малко по-късно той получава първото си назначение – като взводен командир в 3-ти резервен полк от Втора пехотна тракийска дивизия в Пещера. След като полкът е преместен в Пазарджик, в края на 1904 година той става полкови адютант, в началото на 1905 година е повишен в поручик, а през 1908 година става ротен командир.
При мобилизацията в навечерието на Балканската война Кимон Георгиев става командир на 2-ра рота в 27-и пехотен чепински полк в Пазарджик, който малко след това е прехвърлен към границата при Лъджене. Полкът е част от Родопския отряд, командван от генерал Стилиян Ковачев, и след започването на войната в началото на октомври настъпва на запад към Мехомия. Ротата на Георгиев е сред частите, които завземат Предела и се прехвърлят за кратко в долината на Струма, подкрепяйки настъплението на Седма пехотна рилска дивизия, след което се връщат през Банско и продължават на юг през Брезница, Неврокоп, Садово и Баница до Сяр. От Сяр Двадесет и седми полк настъпва бързо към Солун, но е спрян след Негован, тъй като Седма дивизия и гръцките войски вече са в града.
В края на 1913 година, вече с чин капитан, Кимон Георгиев е назначен за ротен командир в Тридесет и осми пехотен одрински полк в Кърджали.
По време на мобилизацията при влизането на България в Първата световна война Кимон Георгиев става ротен командир в новосформирания Четиридесет и четвърти пехотен тунджански полк и малко след това е назначен за командир на неговата 2-ра дружина. Полкът е част от Втора пехотна тракийска дивизия под командването на генерал Димитър Гешов и воюва на Солунския фронт. Георгиев се проявява в боевете при Каяли, където дружината му пленява 316 британски войници, за което през февруари 1916 година Георгиев е предсрочно повишен в майор.
По време на Битката при завоя на Черна дружината на Кимон Георгиев е на ключови позиции при село Брод и устието на река Сакулева, които заема на 8 октомври. През следващите дни тя е подложена на интензивен артилерийски обстрел и неколкократни атаки от силите на Антантата, като Георгиев се проявява като ефективен полеви офицер, удържайки противника на отсрещния бряг на Черна. На 19 октомври той е тежко ранен, в резултат на което губи едното си око.
След като се възстановява от раняването си, Кимон Георгиев е назначен за инструктор, а след това за член на Орденския съвет при щаба на действащата армия, на 27 февруари 1918 година е повишен в подполковник. При демобилизацията след Солунското примирие е прехвърлен в Министерството на войната, като от 26 октомври 1918 година е началник на Инспекторската секция.
По време на военната си служба е началник на орденската секция и на полската канцелария.

### Начало на политическа дейност

#### Военен съюз и Народен сговор
След връщането на щаба на действащата армия в София Кимон Георгиев става член на сформиращия се Военен съюз и малко по-късно оглавява неговата организация за софийския гарнизон.  Той участва активно в подготовката на неговия Учредителен конгрес, на който е избран за член на първото Постоянно присъствие на организацията. На 2 ноември 1919 година подполковник Кимон Георгиев е назначен за командир на Шести пехотен търновски полк в София.
На 9 септември 1919 година над 100 офицери открито протестират срещу назначаването за началник на Военната канцелария на полковник Гаврил Личев. Това безпрецедентно действие предизвиква острата реакция на министър-председателя Александър Стамболийски, който е и военен министър, и Висшият военен съвет публично осъжда акцията и взима мерки за ликвидиране на Военния съюз. Още същия ден Кимон Георгиев е назначен за началник на 39-о полково окръжие в Бургас, под предлог, че е негоден за строева служба. Той излиза в отпуск, но командването иска да го отстрани от София и прекратява отпуска. На 12 октомври Георгиев подава искане за уволнението си, мотивирайки се с влошеното си зрение, което бе пречило на канцеларската работа, която му се възлага. Съгласно обичайната практика, при уволнението му от армията той е повишен в полковник.
Уволнението на Кимон Георгиев е последвано от прочистването и на други основни дейци на съюза – до края на 1920 година са отстранени началникът на щаба на армията Петър Мидилев, началникът на Първа пехотна софийска дивизия Велизар Лазаров, Славейко Василев, Дамян Велчев, Александър Цанев, Ставри Андреев – са последователно уволнени от армията. Въпреки мерките на правителството, Военният съюз постепенно се възстановява с активните усилия на Никола Рачев, Дамян Велчев и Кимон Георгиев – реорганизирана е структурата на организацията в армията, като в дейността ѝ участват по-малко хора, но при по-строга конспирация.
На 14 октомври 1921 година Кимон Георгиев е сред основателите на опозиционната полутайна организация Народен сговор, и осъществява неговата връзка с Военния съюз. Участва и в преговорите между опозиционните партии, довели до създаването на 6 юли 1922 година на Конституционния блок. По това време той става акционер и председател на Управителния съвет на предприятието за гумени изделия „Каучук“, в което участват и други бивши офицери, като Георги Кисьов, Христо Цанев и Йордан Тодоров, както и банкера Никола К. Иванов.
През 1921 година Кимон Георгиев става член на най-голямата софийска масонска ложа „Зора“. Според самия него, той прекратява активното си участие в организацията през 1926 година, разочарован от острите конфликти между членуващи в ложата привърженици на съперничещи си крила в Демократическия сговор и Вътрешната македонска революционна организация (ВМРО). През 1932 година ложата прекратява членството му, поради неактивност. Въпреки това през 1937 година е изключен от Софийското дружество на запасните офицери, заедно с други масони.

#### Деветоюнски преврат
Като един от водачите на Военния съюз Кимон Георгиев участва активно в организирането на Деветоюнския преврат през 1923 година, а в нощта на самия преврат е в дома на Иван Русев, заедно с министрите от новото правителство. Той играе активна роля в обединяването на 10 август на основната част от старите партии в Демократическия сговор и е избран в неговото първо Изпълнително бюро и в групата, която изработва Програмните начала на партията. През октомври участва в преговорите за създаване на предизборна коалиция с Българската работническа социалдемократическа партия (широки социалисти), а на изборите на 18 ноември е избран за народен представител от Софийската селска колегия.
От януари до март 1925 година Кимон Георгиев е в Берлин, командирован от Акционерното дружество „Каучук“. Същевременно той има и политически задачи като пълномощник на министерството на търговията, промишлеността и труда – сондира възможностите за държавен заем и участва в среща на българските консули в Германия, която инициира създаването на Българо-германска търговска камара.
През април 1925 година Георгиев присъства на погребението на о.з. генерал Константин Георгиев, депутат и председател на софийската организация на Демократическия сговор и гарнизонен водач на Военния съюз, и е ранен при извършения от комунистите Атентат в църквата „Света Неделя“. В статия, посветена на загиналия при взрива Никола Рачев, той нарича атентаторите „изчадия“, подготвящи „смъртен удар“ срещу България. По-късно през същата година е изпратен в Пиринско като представител на правителството по време на Петричкия инцидент.

#### В правителството на Андрей Ляпчев
В края на 1925 година Кимон Георгиев участва активно в събитията, довели до падането на Александър Цанков. Той е един от дейците на Народния сговор, които по това време се обявяват за промени в кабинета, и е натоварен от ръководството на Демократическия сговор да представи решението му в тази посока пред Цанков. Обсъждан като възможен вътрешен министър в нов кабинет, на 4 януари 1926 година той става министър на железниците, пощите и телеграфите в първото правителство на Андрей Ляпчев.
През 1927 година Георгиев се включва в новосъздадения Политически кръг „Звено“ без да се афишира като централна фигура в него. Кръгът е създаден като непартийна организация, която си поставя за цел подобряване на обществено-политическия климат в страната.
През този период Кимон Георгиев се жени за Веселина Родева от видното бургаско семейство Родеви, имат две дъщери – Мария (1928 – 1986) и Корнелия (р. 1931). Мария става агроном и университетски преподавател и е женена за функционера на Отечествения фронт Гиньо Ганев.
Началото на 1928 година е съпътствано от ново засилване на напреженията в Демократическия сговор, повод за които стават преговорите за Стабилизационния заем и обсъжданата възможност за намаляване на политическия контрол върху Българска народна банка чрез превръщането ѝ в акционерно дружество. Идеята е непопулярна и Димитър Мишайков пише в списание „Звено“ поредица от статии срещу нея, а 30 депутати от Сговора, сред които Александър Цанков, Георги Данаилов и самият Кимон Георгиев гласуват в парламента срещу правителството по този въпрос.
След като Министерският съвет дава широки правомощия на преговарящите Атанас Буров и Владимир Моллов, включително да обсъждат въпроса с преобразуването на банката, на 1 март Кимон Георгиев подава оставка и на 3 март е освободен от правителството. Освен въпроса със заема, по-късно той сочи като причина за напускането си и нерешителните действия на кабинета на Ляпчев срещу „издевателствата“ на ВМРО и Иван Михайлов.
През следващите години Кимон Георгиев продължава да се занимава с обществена работа, като се издържа от големите наследствени лозя на съпругата си. Те му носят значителни доходи, като през 40-те години от производството на грозде и вино той печели 4 – 5 милиона лева годишно.
След напускането на кабинета Георгиев е сред депутатите от вътрешната опозиция в Сговора, групирана около редактирания от Петър Тодоров вестник „Лъч“, поради което представителите ѝ често са наричани лъчисти. Те се обявяват за по-силна намеса на държавата в икономиката, ограничаване на партизанските назначения в администрацията и активни действия срещу ВМРО. В отговор Ляпчев прави някои отстъпки, като отстраняването на военния министър Иван Вълков. В самата група на лъчистите настъпва разцепление през 1930 година, когато трима нейни членове, включително Александър Цанков, получават места в кабинета, а по-крайните противници, начело с Кимон Георгиев, продължават да критикуват правителството. През септември самият Георгиев остро напада в парламента военния министър във връзка с Шпионската афера През ноември се стига до окончателен разрив между двете групи, като крайната опозиция все повече се дистанцира от Демократическия сговор, консолидирайки се около Политическия кръг „Звено“.

### Кръгът „Звено“

#### Деветнадесетомайски преврат
Още в течение на 1930 година Кимон Георгиев прекратява активното си участие в дейността на Демократическия сговор, а след изборите през 1931 година вече не е и депутат от неговата група. Същевременно той става една от водещите фигури в превръщането на Кръга „Звено“ в политическа организация, участвайки в непрекъснати обиколки и срещи с поддръжници в страната. От началото на 1932 година тя започва да издава вестник „Изгрев“ и Кимон Георгиев става един от неговите редактори. В него той публикува статии, в които остро критикува комунизма и Съветския съюз, както и парламентарната демокрация в България, обявявайки се за силна власт „в името на реда и намесата на държавата в стопанския живот“.
Кимон Георгиев взема активно участие в подготовката на Деветнадесетомайския преврат през 1934 година, включвайки се в групата, разработваща програмата на бъдещото правителство. През април Военният съюз взема решение именно той да оглави кабинет след преврата и той започва да подготвя неговото съставяне. Окончателното решение за извършване на преврата е взето от Централното управление на Военния съюз на заседание, проведено на 17 май в дома на Георгиев.
След взетото решение, в 10:30 вечерта на 18 май ръководителите на преврата, сред които е и Георгиев, се събират в дома на Васил Каракулаков на улица „Иван Вазов“ № 27, където подготвят указ за смяна на правителството и заповеди за нови назначения на ключови постове, а към полунощ се преместват в завзетото полицейско комендантство. Към 4 часа сутринта на 19 май превратът е приключил успешно и в 5 часа Пенчо Златев и Кимон Георгиев отиват на двучасова среща с цар Борис III, на която му излагат подробно възгледите си за управлението. В 9 часа на 19 май Кимон Георгиев получава официална аудиенция при цар Борис III, който подписва поредица от укази – за назначаване на ново правителство начело с Георгиев, сливане на няколко министерства, окрупняване на окръзите, уволнение на висши офицери.

#### Първо правителство на Кимон Георгиев
След преврата Кимон Георгиев оглавява новото правителство. В него той е министър на външните работи и изповеданията (19 – 23 май 1934) и министър на правосъдието (23 май 1934 – 22 януари 1935) и временно изпълнява длъжността министър на войната на 19 май 1934.
Превратът е посрещнат враждебно от всички политически партии, представители на които го осъждат в различна степен. Въпреки че те не организират активна съпротива срещу новото правителство, то предприема превантивни мерки срещу някои политически лидери – в провинцията са интернирани земеделци, като Димитър Гичев и Христо Стоянов, социалисти, като Петър Джидров, либерали, като Боян Смилов, бивши офицери, като Димитър Порков, и общественици, като Данаил Крапчев.
Българската комунистическа партия (БКП) отправя призив за обща стачка и въстание, но той остава без последствия. Правителството полага особени усилия за ликвидирането на комунистическите групи в армията и на запазената след забраната на партиите нелегална комунистическа организация. Над 500 комунисти получават тежки присъди, включително смъртни, десетки са убити, а голям брой са принудени да напуснат страната.
Още в първите дни на съществуването си новото правителство пристъпва към съществени преобразувания във вътрешния живот на страната. Народното събрание е разпуснато и кабинетът управлява с наредби-закони, подписвани от царя, позовавайки се на член 47 от Търновската конституция. На 14 юни са забранени политическите партии и профсъюзите, както и техните печатни органи, а имуществото им е национализирано. Окръзите и общините са окрупнени, самоуправлението им е премахнато и заменено с назначавани от правителството чиновници. Въведени са по-строги критерии за квалификация на учителите, десетки училища са закрити, а над 2 хиляди учители остават без работа. Организирана е кампания за замяна на традиционните имена на множество селища в страната с български.
През юни е създадена Дирекция на обществената обнова, която трябва да постави основите на тоталитарен режим със систематична пропаганда и казионни обществени организации. Въведена е строга цензура, много печатни издания са забранени. Създаден е Просветен съюз – казионен синдикат на служителите в областта на образованието, последван от Български работнически съюз. Обществена обнова провежда стотици проправителствени събрания в цялата страна, но техният отзвук сред обществеността е ограничен.
С цел да увеличи държавните приходи и да субсидира земеделието правителството създава държавни монополи в търговията със зърно, спирт и тютюн, което силно разстройват дейността в тези сектори. До 40% от дълговете, трудно обслужвани след началото на Голямата депресия, са анулирани, останалите са разсрочени, а мерките за изпълнение на задълженията са ограничени. Няколко изпаднали в затруднения частни банки са консолидирани и реанимирани с държавни капитали, образувайки Банка „Български кредит“. Двете големи държавни банки също са обединени в Българска земеделска и кооперативна банка. Създадена е служба за обществено подпомагане към вътрешното министерство, която се финансира със специален данък, въведено е безплатно лечение на бедните в обществените болници.
Една от обявените цели на Деветнадесетомайския преврат е възстановяването на суверенитета на Царство България над цялата територия на страната, разбирано като ликвидиране на дейността на Вътрешната македонска революционна организация (ВМРО). На 4 септември е издадена Наредба закон за безопасността на държавата, практически поставяща ВМРО извън закона и възлагаща разследването срещу дейността ѝ на военните съдилища, полицията и армията. Започват масови арести на активисти на ВМРО и конфискации на оръжие и имущество. През следващите две години Софийският военнополеви съд разглежда десетки дела по конкретни случаи на убийства, отвличания и рекет, извършени от дейци на ВМРО в югозападна България. Издадени са множество тежки присъди, сред тях 21 смъртни, включително срещу водача на организацията Иван Михайлов.
Във външната политика правителството се обявява за приемственост с предходните кабинети, като поставя акцент върху добрите отношения със съседните държави, сключили в началото на годината Балканския пакт. Сключен е търговски договор с Югославия, а в края на септември югославският крал Александър I е приветстван в София от многохилядни тълпи. Правителството на Кимон Георгиев активизира започнатите от предишния кабинет преговори със Съветския съюз и през юли между двете страни са установени дипломатически отношения.
През есента на 1934 година в управляващите среди и Военния съюз се оформят две обособени крила – промонархическо, начело с Пенчо Златев, и прорепубликанско, водено от Дамян Велчев. През октомври Кимон Георгиев се опитва да отстрани Златев от ръководството на военното министерство, заменяйки го с Велчев, но ръководството на Военния съюз се противопоставя. На конгреса на Военния съюз през ноември Дамян Велчев остава в изолация, като организацията отхвърля голяма част от политиката на кабинета.
На 21 януари 1935 г. Централното управление на Военния съюз разглежда дейността на правителството и е взето решение част от политическите лица в кабинета, главно от „Звено“, да бъдат заменени с военни. На следващия ден Кимон Георгиев подава оставката на правителството и е назначен нов кабинет начело с Пенчо Златев. Георгиев получава предложение да оглави Министерството на правосъдието, но отказва.

#### Краят на 30-те години
След отстраняването си от премиерския пост Кимон Георгиев е поставен под полицейско наблюдение и изпада в политическа изолация, като основната част от Военния съюз и старата политическа класа се консолидира в подкрепа на цар Борис III. Все пак той поддържа активни контакти с Дамян Велчев, активисти на „Звено“ и някои чужди дипломати и журналисти, сред които съветския посланик Фьодор Разколников.
На 8 април Кимон Георгиев дава интервю за югославския вестник „Правда“, в което отхвърля обвиненията на новото правителство срещу него и отправя някои критики към кабинета. Предишния ден подобно интервю е дал и Александър Цанков. Това става причина на 18 април те двамата и други активисти на „Звено“, Народното социално движение и други партии да бъдат интернирани на остров Света Анастасия. В знак на протест министрите Янаки Моллов, Любен Диков и Коста Батолов подават оставка, ръководството на Военния съюз е отстранено от правителството и е съставен нов кабинет начело с Андрей Тошев.
През следващите седмици новото правителство взема мерки за неутрализиране на радикалните среди във Военния съюз, като в края на юли някои от основните му активисти са уволнени от армията, а Дамян Велчев е екстрадиран в Югославия. През есента Кимон Георгиев е принуден да напусне София и заминава за Бургас, където семейството на съпругата му притежава големи лозя и търгува с вино и прясно грозде.
На 2 октомври, по време на пътуването си към Бургас, Георгиев е арестуван в Ямбол и върнат в София, заради опита за преврат на Дамян Велчев. На 14 октомври е освободен, на 17 октомври отново е арестуван за кратко, но след като не са открити доказателства за участието му в заговора, е интерниран в Бургас със задължение да се разписва в полицията всеки ден. По време на съдебния процес срещу Дамян Велчев Кимон Георгиев развива активна дейност в негова подкрепа, а по време на престоя му в затвора е негов юридически настойник.
През пролетта на 1936 година Кимон Георгиев финансира създаването на списание „Бразда“, което през следващите години се превръща в основно издание на бившата организация „Звено“. В първия му брой той публикува уводна статия, в която се обявява за възстановяване на многопартийната система. Тя е оценена в тогавашната преса като рязък обрат във възгледите му, като според коментатори водачът на звенарите отстъпва „от позициите на фашизма и иска да заеме място между редовете на демокрацията“.
През този период „Звено“ се сближава с лявата опозиция – БЗНС – Пладне и БКП – и Георгиев е непрекъснато следен от Държавна сигурност. Все пак той не е напълно изолиран от управляващите кръгове и присъства на публични събития, като кръщаването на престолонаследника княз Симеон Търновски през 1937 година. Често пътува до Бургас и поддържа активни контакти със запасни офицери и активисти на „Звено“.
След насрочването на първите след Деветнадесетомайския преврат избори в началото на 1938 година, Кимон Георгиев се кандидатира за депутат в Разложка околия. Кампанията му е подкрепяна от местните структури на „Звено“, БЗНС – Пладне, БКП и протогеровистите, но е всячески възпрепятствана от местните власти. Много негови привърженици са задържани за разпити, а срещу самия него е заведено дело за обида и закана от кметския наместник в Кремен, по което по-късно е оправдан. Георгиев губи изборите от кандидата на правителството.
След съставянето на парламента, той трябва да одобри приетите след преврата наредби-закони, като по време на дебатите опозицията и най-вече Димитър Гичев подлагат на остри критики „Звено“, Военния съюз и лично Кимон Георгиев за действията им след преврата. Той опитва да се защити с брошурата „Моята програма“, която обаче е иззета от властите и Георгиев е даден под съд, но делото е прекратено през 1939 година.
Въпреки че от 1936 година Георгиев и „Звено“ се обявяват за възстановяване на Търновската конституция, те запазват външнополитическата си линия. През март 1939 година той издава брошурата „Поглед върху външнополитическото ни положение“ (първа книга на библиотека „Бразди“), в която признава „безспорните права“ на България, но изразява опасения от възможна международна изолация и се обявява за запазване на Българо-югославския пакт от 1937 година.

### Втората световна война

#### Началото на войната
Непосредствено след началото на Втората световна война Кимон Георгиев изпраща писмо до министър-председателя Георги Кьосеиванов, в което се застъпва за сближаване със Съветския съюз, по това време съюзник на Германия. При промените в правителството през октомври 1939 година Георгиев е приет на двучасова среща от цар Борис III, с когото обсъжда политическата ситуация и се опитва неуспешно да издейства освобождаването на Дамян Велчев и другите осъдени дейци на Военния съюз.
На парламентарните избори през януари 1940 година Кимон Георгиев се кандидатира за народен представител в Бургас, където живее през голяма част от годината. След сключването на съветско-германския Пакт Рибентроп-Молотов през 1939 година комунистите се дистанцират от доскорошните си съюзници, издигат собствени кандидати и остро критикуват Георгиев за ролята му след Деветоюнския преврат. На изборите той получава 3075 гласа, но губи срещу комунистическия кандидат Белю Алексиев.
През ноември 1940 година Георгиев подкрепя съветското предложение за сключване на Пакт за взаимопомощ, като изглежда ноемврийският брой на списание „Бразда“ открито изразява тази позиция, поради което е конфискуван от властите и днес конкретното му съдържание е неизвестно. Освен от старите дейци на „Звено“ предложението за пакта се подкрепя само от комунистите, БЗНС – Пладне и някои радикали.
През януари 1941 година Кимон Георгиев е сред лидерите на почти всички бивши партии, подписали общо искане за аудиенция при царя, настоявайки за запазване на неутралитета на България. Той изразява тази позиция и в дълго писмо до министър-председателя Богдан Филов от 11 февруари, но малко по-късно страната се присъединява към Тристранния пакт и пропуска германските войски към Гърция.

#### Отечествен фронт
След скъсването на Пакта Рибентроп-Молотов и началото на войната между Съветския съюз и Германия през лятото на 1941 година, БКП подновява прекъснатото през 1939 година сътрудничество с антигерманските партии в България. На 17 юли 1942 година тя публикува програма на Отечествения фронт – нова органзиция, която трябва да включи и некомунистически кръгове. Програмата предвижда излизане на България от Тристранния пакт, изтегляне на окупационните войски от Сърбия, възстановяване на свободата на печата и сдруженията, амнистия на политическите затворници, забрана на прогерманските организации, отмяна на антисемитските закони и свикване на Велико Народно събрание за премахване на монархията. Осъществени са контакти с лидери на бившите политически партии, но повечето от тях отхвърлят както програмата от 17 юли, така и възможността за сътрудничество с комунистите.
Комунистите се свързват с Кимон Георгиев чрез Рачо Ангелов, в резултат на което кръговете около „Звено“ се присъединяват към Отечествения фронт. Първоначално неговата дейност се състои главно в поддържането на контакти между дейците на отделните организации и издаване на общи документи, като са изградени десетки комитети в цялата страна. На 10 август 1943 година е създаден Национален комитет на ОФ, включващ Кирил Драмалиев, Никола Петков, Кимон Георгиев, Григор Чешмеджиев и Димо Казасов.
След смъртта на цар Борис III на 28 август 1943 година Кимон Георгиев е сред политиците от опозицията, с които министър-председателят Богдан Филов провежда консултации около възникналата криза. На 1 септември Георгиев е сред десетте опозиционни дейци, подписали обща декларация за прилагане на Търновската конституция и свикване на Велико народно събрание за избор на регенти. Те виждат в създалото се положение възможност за промяна на външнополитическия курс на страната, но правителството отхвърля предложенията им.
През есента на 1943 година Отечественият фронт претърпява тежка криза и е на ръба на разцеплението във връзка с публикуването на неговия първи официален бюлетин. Кимон Георгиев, активно подкрепен от Никола Петков, съставя статия с позиция на организацията по Македонския въпрос, като се обявява за създаване на обединена и независима македонска държава. Комунистите се опитват да не заемат публична позиция по въпроса, тъй като Съветският съюз се е ангажирал с възстановяване на довоенните граници, а Георги Димитров не изключва и възможността за Балканска федерация, включваща и България. Основен аргумент на Георгиев пред комунистите е, че без ясна позиция по Македонския въпрос пропагандата на Отечествения фронт сред офицерите ще бъде трудно осъществима. В крайна сметка през декември е публикуван компромисен текст, избягващ въпроса за връщането на Македония в Югославия.
В началото на 1944 година Кимон Георгиев и близкият до „Звено“ депутат Петко Стайнов се опитват да координират общи действия на опозиционните партии, включително и извън Отечествения фронт. Георгиев подготвя обръщение към правителството и парламента, призоваващо за възстановяване на неутралитета, връщане на окупационните войски от Югославия и Гърция в България и подобряване на отношенията със Съветския съюз. То трябва да се обсъди и подпише от лидери на различни опозиционни групи на 11 януари, но тежката бомбардировка ден преди това предотвратява събранието и Кимон Георгиев изпраща обръщението от свое име.
След бомбардировката Кимон Георгиев заминава със семейството си за Бургас, където на 12 януари е поставен под домашен арест. Първоначално живее в наследствената къща на жена си, а след това е преместен под постоянно полицейско наблюдение във вилата си в лозе извън града, където остава до края на август. През пролетта на 1944 година ръководството на Отечествения фронт обмисля съставянето на нелегално правителство на България и той дава съгласие да го оглави, подготвяйки се да премине в нелегалност, но неспособността на партизаните да осигурят относително безопасна територия за правителството предотвратява неговото създаване.
От Бургас Георгиев поддържа активни контакти със столицата, главно чрез Христо Стойков. През април той участва в нов призив на опозиционни лидери до регентите и министър-председателя за разграничаване от Германия и смяна на правителството, подписан още от Никола Мушанов, Атанас Буров, Кръстьо Пастухов, Димитър Гичев, Александър Гиргинов, Петко Стайнов, Вергил Димов, Никола Петков и Константин Муравиев. На 6 август участва в среща на широк кръг опозиционни лидери в София – по негово настояване в нея участват и комунисти – която приема т.нар. Декларация на 13-те.

#### Деветосептемврийски преврат
В края на август парламентът разглежда различни възможности за съставяне на ново правителство, включително кабинет на Отечествения фронт, воден от Кимон Георгиев. На 27 август той е изпратен с полицейска охрана при регентите в Чамкория и те се опитват да го убедят да се включи в кабинет без участието на комунистите, но Георгиев отказва, след което е освободен и се връща в София. На 30 август е сред 14-те ръководители на Отечествения фронт, издали Манифест към българския народ, първият публичен документ на организацията, подписан от конкретни лица.
През следващите дни къщата на Кимон Георгиев се превръща в център на подготвяния от Отечествения фронт преврат, посещаван ежедневно от ръководители на организацията. Дамян Велчев изцяло се пренася в дома на Георгиев. На 6 септември там е поставена постоянна въоръжена охрана от няколко партизани, начело с Иван Бонев.
След като Съветският съюз не отговаря на предложението на правителството за примирие, военният министър Иван Маринов се среща с представители на Военния съюз и Отечествения фронт, след което на 6 септември предлага на регентите да състяват правителство на Отечествения фронт. Те отхвърлят тази възможност, подновявайки предложението си за включване на трима министри от Отечествения фронт в кабинета на Муравиев. Маринов телефонира на регентите и изисква от тях да се явят при него в Министерството на войната, където ултимативно иска смяната на правителството, но отново получава отказ.

След неуспеха на опита на генерал Иван Маринов за мирна смяна на правителството, на заседание в дома на Кимон Георгиев на 7 септември стеснен състав на Националния комитет на Отечествения фронт взема решение за извършване на военен преврат. В десет часа на същия ден е проведена среща на активисти на Военния съюз, ръководена от Дамян Велчев, на която се координират действията на съюза за извършване на преврата.
На 8 септември сутринта представители на Отечествения фронт – Кимон Георгиев, Никола Петков, Димитър Нейков, Кирил Драмалиев и Димо Казасов – се срещат с министър-председателя, протестирайки срещу разпръскването на демонстрации на опозицията през предишните дни и искат разрешаването на митинги в големите градове.
Съставът на бъдещето правителство и новите регенти са уточнени на среща между Кимон Георгиев, Добри Терпешев, Никола Петков и Дамян Велчев в дома на Георгиев към 16 часа на 8 септември. Договорено е в кабинета да има по четирима представители на БРП, „Звено“ и БЗНС – Пладне, двама на БРСДП и двама независими, а министър-председател да бъде Кимон Георгиев, решение, съгласувано със съветския диктатор Йосиф Сталин.
Нощта на преврата Георгиев прекарва с Дамян Велчев, Никола Петков и Трайчо Доброславски в дома на Янко Антонов близо до Орлов мост – той е съсед на Петър Вранчев, в чийто апартамент по това време се намират лидерите на комунистите – Добри Терпешев, Антон Югов, Георги Чанков, Ангел Цанев, Катя Аврамова.
Превратът започва в 2 часа през нощта на 9 септември с превземането на сградата на Военното министерство. Военният министър Иван Маринов застава на страната на преврата и издава съответните заповеди до Първа пехотна дивизия и Школата за запасни офицери. До 4 часа основните административни и комуникационни възли в столицата са поставени под контрол и политическите ръководители на преврата се преместват в Министерството на войната. В 6:25 Кимон Георгиев прочита по радиото кратка Прокламация към българския народ и обявява състава на новото правителство, одобрено малко по-късно с указ на регентите княз Кирил и Никола Михов.

#### Второ и трето правителство на Кимон Георгиев
Първа стъпка на новото правителство е уреждането на отношенията със Съветския съюз. Още вечерта на 9 септември при командващия Трети украински фронт маршал Фьодор Толбухин е изпратена делегация, включваща Димитър Михалчев, Кирил Станчев, Димитър Ганев и Райчо Славков и към 22 часа Сталин издава заповед за спиране на военните действия на съветските войски срещу България. На 17 септември Кимон Георгиев обявява програмата на правителството на митинг в Съдебната палата.
„Звено“ официално възстановява дейността си на 18 септември, а на 1 октомври е проведена национална конференция, на която организацията е преобразувана в политическа партия – Народен съюз „Звено“, а Кимон Георгиев става председател на неговото Изпълнително бюро. „Звено“ започва да създава свои структури в цялата страна, разширявайки базата си сред средната класа, но на местно ниво среща съпротивата на комунистите – хора от местните организации са арестувани, изнудвани за пари от милицията, недопускани до местните структури на Отечествения фронт, обявявани за „фашисти“.
Първите месеци на новото правителство са съпътствани от масов терор, извършван от комунистите, контролиращи вътрешното и правосъдното министерство. По нареждане на лидерите на комунистите Трайчо Костов, Вълко Червенков и Антон Югов комунистическата партия създава специални „тройки“, които систематично избиват хиляди, а на местно ниво се извършват и множество саморазправи. Според различни оценки до края на ноември са избити между 2 хиляди и 30 хиляди души. В средата на ноември Министерският съвет публично се обявява срещу саморазправите, но те не са прекратени на практика.
По настояване на Съветския съюз на 10 октомври започва изтеглянето на българските войски от частите на Македония и Тракия, които до войната са на територията на Гърция и Югославия. На 28 октомври 1944 г. делегация, водена от външния министър Петко Стайнов и включваща още министрите Никола Петков, Добри Терпешев и Петко Стоянов, подписва примирие със Съюзниците. България е принудена да приеме тежки условия – издръжка на разположените в страната съветски войски, поставяне на правителството под контрола на Съюзна контролна комисия, включване във военните действия срещу Германия.
На 3 декември по предложение на Дамян Велчев Министерският съвет приема постановление, което дава възможност на обвинените по закона за Народния съд военни да отидат на фронта и при проявена храброст да бъдат освободени от отговорност. На следващия ден комунистите обявяват постановлението за „контрареволюционно“ и организират демонстрации срещу него, а на 6 декември по настояване на ръководителя на Съюзната контролна комисия Сергей Бирюзов постановлението е отменено. През следващите дни комунисти и съветски офицери оглавяват Генералния щаб и неговото Разузнавателно отделение и заемат два заместник-министерски поста в Министерството на войната.
На 26 януари 1945 г. Министерският съвет одобрява „Наредба закон за защита на народната власт“, която съдържа 18 члена – 5 от тях предвиждат смъртно наказание, а 4 – доживотен затвор. През следващите години тя става основание за преследванията на опозицията и офицерството при налагането на тоталитарния режим в страната.
Между 23 и 31 януари Кимон Георгиев е на посещение в Москва, където се среща за пръв път с Йосиф Сталин и с Георги Димитров. Основна цел на посещението е сключването със съветско посредничество на съюзен договор между България и Югославия. В тайни писма към него се предвижда бъдещо създаване на федерация, без да се уточнява дали на равноправна основа между двете страни, за което настоява България, или чрез включването на България в Югославия като шеста република, каквато е югославската позиция. Договорът така и не е сключен, поради противопоставянето на Великобритания и Съединените щати, смятащи, че България не може да действа самостоятелно до сключването на мирен договор.
На 9 февруари 1945 година Кимон Георгиев изнася отчетен доклад за работата на правителството пред Първия конгрес на Отечествения фронт. Дни след първите екзекуции по решение на т.нар. Народен съд, той изказва съжаление за допуснатите „случаи на саморазправи, своеволия и насилия“, твърди, че те са ограничени бързо, и изразява задоволство от тяхното канализиране чрез Народния съд. Той завява, че конституцията и „правата и свободите на българския народ“ са възстановени, въпреки че Министерския съвет управлява чрез наредби-закони, а политическите организации извън Отечествения фронт не са легализирани.
През пролетта на 1945 година напрежението между комунисти и земеделци в Отечествения фронт се засилва и довежда до разцеплението на БЗНС. Основната част от организацията, начело с Никола Петков (БЗНС - Никола Петков), преминава в опозиция и е заменена в правителството с представители на прокомунистическото крило (БЗНС (казионен)). В тази обстановка през юни Кимон Георгиев и Дамян Велчев се срещат с Трайчо Костов и получават уверения за запазването на Отечествения фронт като многопартийна коалиция, както и за собствените си позиции в правителството. В резултат на това при кризата от 1945 година „Звено“ остава в Отечествения фронт, като Георгиев остава изцяло лоялен към комунистите и изиграва важна роля за неутрализиране на опозиционните настроения в самия съюз „Звено“.
Правителството на Георгиев насрочва избори за 26 август 1945 година, въпреки протестите на опозицията, която няма право на легално съществуване. България е подложена на силен натиск от страна на Съединените щати и Великобритания изборите да бъдат отложени, за да се създаде възможност за свободното им провеждане, но комунистите твърдо отказват. Едва ден преди датата на изборите те са отложени за ноември по лично указание на Сталин. През следващите седмици са легализирани опозиционните партии и е отменено военното положение. На проведените на 18 ноември избори, които са бойкотирани от опозицията, Кимон Георгиев е избран за депутат в Бургас.
През декември Съединените щати и Великобритания поставят като условие за признаване на българското правителство включването в състава му на двама представители на опозицията. По указание на Сталин на 5 януари 1946 година Кимон Георгиев, Дамян Велчев и Антон Югов се срещат с лидерите на опозицията Никола Петков и Коста Лулчев, но те категорично отказват да влязат в правителството, отхвърляйки легитимността на изборите и настоявайки за прекратяване на терора на комунистите. На 7 януари Георгиев е извикан при Сталин, който остро го критикува за мекото му отношение към опозицията. На 10 януари в София с Петков и Лулчев се среща съветският първи заместник-министър на външните работи Андрей Вишински, но те не променят позицията си.
През март 1946 година правителството на Кимон Георгиев е преобразувано – добавени са две министерства, намален е броят на подпредседателите и са извършени персонални промени и промени в съотношението на партиите от коалицията. Това става по нареждане на Йосиф Сталин, който критикува българските комунисти за бавното налагане на тоталитарния режим в страната. Той иска засилване на присъствието на БКП и БЗНС в кабинета, отстраняването на външния министър Петко Стайнов и прочистване на персонала на външното министерство, както и смяната на финансовия министър Станчо Чолаков. Въпреки натиска срещу „Звено“, самият Георгиев запазва доверието на Сталин и Георги Димитров и остава начело на кабинета. Освен министър-председател той остава министър без портфейл.
По пряко указание на Йосиф Сталин към Георги Димитров, през лятото на 1946 година започва чистка в армията, съпътствана от публични показни процеси срещу предполагаеми офицерски организации – „Цар Крум“, „Неутрален офицер“ и други, както и срещу опозиционни лидери, като Г. М. Димитров и Кръстьо Пастухов. Те са координирани с паралелния монтиран процес в Югославия срещу Дража Михайлович, по време на който са обявени връзки на Михайлович с български общественици, като Г. М. Димитров, Асен Стамболийски и военния министър Дамян Велчев.
В тази обстановка Кимон Георгиев се изказва публично в подкрепа на Военния съюз и лично на Дамян Велчев, когото нарича „най-близък и неразделен личен приятел, политически съидейник и другар в кабинета“. Въпреки това Георгиев вече има ограничено влияние в управлението и натискът срещу Велчев се засилва. На 2 юли комунистите приемат за един ден Закон за контрол на армията, изземващ правомощия от военния министър за сметка на Министерския съвет. На 2 август Кимон Георгиев се съгласява с отстраняването на своите близки сътрудници Кирил Станчев (арестуван и осъден в показен процес) и Дамян Велчев (фактически заменен като министър с Крум Лекарски и интерниран).
От 11 август до 3 септември Кимон Георгиев е в Париж, начело на българска делегация, подготвяща Парижкия мирен договор. Там той се среща с различни политици, сред които външните министри на Съветския съюз Вячеслав Молотов и на Съединените щати Джеймс Бърнс. България безуспешно настоява да ѝ бъде признат статут на воювала срещу Германия страна, но с подкрепата на страните от Съветския блок успява значително да намали исканите от Гърция репарации.
След връщането си в България Кимон Георгиев успява да издейства лично от Георги Димитров протекции за Дамян Велчев. На 25 септември Георгиев номинално става управляващ военното министерство, а Велчев е изпратен като посланик в Швейцария, избягвайки за момента показен съдебен процес. През септември-ноември 1946 година Георгиев е управляващ Министерството на войната. През този период той е произведен в звание генерал-полковник.
На 5 октомври 1946 година Кимон Георгиев открива на митинг в София предизборната кампания на Отечествения фронт за избор на VI велико народно събрание. На изборите Отечественият фронт участва с обща листа и отделни бюлетини за членуващите партии. Докато комунистите получават абсолютно мнозинство в парламента, Народният съюз „Звено“ има изключително слаб резултат от около 70 хиляди гласа и лидерите му, включително самият Георгиев, стават депутати само благодарение на общата листа на Отечествения фронт.

### Министерски постове
След изборите за Велико Народно събрание и обявяването на България за република министър-председателският пост е зает от лидера на комунистите Георги Димитров, а Кимон Георгиев става вицепремиер и министър на външните работи на мястото на загубилия доверието на съветското правителство звенар Петко Стайнов. На този пост той участва в българската делегация и подписва Парижкия мирен договор от 10 февруари 1947 година.
Във второто правителство на Георги Димитров от 12 декември 1947 година той е отстранен от външното министерство и става министър на електрификацията и мелиорациите, оставайки на този пост до 1959 година, след което за кратко е председател на Комитета по строителство и архитектура. Вицепремиер е до 1950 година и отново през 1959 – 1962 година.
Кимон Георгиев е изключен от политическото ръководство на страната, което е поставено под пълния контрол на Българската комунистическа партия. В същото време като министър на електрификацията играе важна роля, тъй като изграждането на енергетиката е ключово за провежданата от комунистите политика на масирана индустриализация. За периода 1947 – 1959 година производството на електроенергия нараства над шест пъти, като са изградени множество електроцентрали, язовири и електропреносни съоръжения.
През 1948 година, след отнемането на българското гражданство на Дамян Велчев, Държавна сигурност започва тайно разследване срещу Кимон Георгиев. Това става в контекста на нарастващо напрежение между Югославия и Съветския блок, а Георгиев е известен с дългогодишната си позиция в полза на приятелските отношения между България и Югославия. Разследването не довежда до публични обвинения, а самият Георгиев научава за него години по-късно.
През септември 1949 г. Сталин слага край на т.нар. „народна демокрация“ в Източна Европа, започвайки окончателното формиране на тоталитарните режими в региона. Най-близките до комунистите дейци на „Звено“, като Трайчо Доброславски, Трифон Трифонов, Кирил Щерев, настояват за публична позиция срещу изпадналите в немилост Дамян Велчев, Васил Юруков, Петко Стайнов. В проведена на 19 февруари 1949 година конференция Народният съюз „Звено“ приема, че е изпълнил ролята си, и решава да се саморазпусне и да се влее изцяло в Отечествения фронт. С този акт „Звено“ престава да съществува като самостоятелна политическа организация.

### Последни години
От 1962 до смъртта си през 1969 Кимон Георгиев е член на Президиума на Народното събрание. Два пъти, през 1962 и 1967 година, получава званието „Герой на социалистическия труд“.
Кимон Георгиев умира внезапно от инсулт около 13 часа на 28 септември 1969 година в почивната станция на Министерски съвет във Варна, малко след като посещава открития месец по-рано ТЕЦ „Варна“. Погребан е на 30 септември в Централните софийски гробища с държавни почести, като в церемонията участва министър-председателят Тодор Живков.

## Военни звания
- Подпоручик (1902)
- Поручик (1905)
- Капитан (1909)
- Майор (14 февруари 1916)
- Подполковник (27 февруари 1918)
- о.з. Генерал-майор (1 ноември 1944)
- о.з. Генерал-лейтенант (15 септември 1946)
- о.з. генерал-полковник (16 декември 1946)[100]